# 小行星5280
小行星5280（英語：5280）是一颗围绕太阳公转的小行星。1988年8月11日，C. Mikolajczak、R. Coker在帕洛马山发现了此天体。
这颗小行星的绝对星等为41.41835590891568等。